# GET-Film
GET-film（ゲット フィルム）は、日本のゲイビデオメーカー。

## 概要
カッコイイ系やスポーツマン系、可愛い系のモデルが多く、男同士の絡みやオナニーのほか、「ノンケのマジSEXみせちゃいます」シリーズのように、異性間のセックスを男性中心に撮った作品もある。
レーベルは「GET」、「Men's Street」などがあり、「GET」がほとんどを占める。過去には「Evo」、「TANK」などがあったがすぐに廃している。
またウェブサイト「Men's Rush.TV」で、他社作品を含めた動画配信も行っている。配信した自社作品の中からセレクトして「Men's Rush.TV Premium Channel」「Men’s Rush.tv Collection」などとしてディスク版をリリースしている。

## レーベル
- GET
- Evo （数作品リリースして廃止）
- TANK（1作品だけで廃止）
- Men's Street

## 主なシリーズ
- BACK SHOT
- FOCUS〜生密撮〜
- GET ON 5
- ORAL
- 超絶フェラ
- スポ魂
- エロメン温泉
- 淫乱リーマンFILE
- TARGET EXTRA

男女もの
- ノンケのマジSEXみせちゃいます